# Урлу-Аспак
Урлу-Аспак (от южноалт. Турлу Аспак, Урлу-Астак — осиновое стойбище) — село в Майминском районе Республики Алтай России, входит в Бирюлинское сельское поселение.

## География
Расположено в долине реки Маймы, к юго-востоку от Горно-Алтайска.

## Туризм
Является стартовой точкой туристических маршрутов к пещере Тут-Куш и Каракольским озёрам. В окрестностях находится туристический комплекс «Алтай Resort», принадлежащий АФК «Система».

## Население
| 2008 | 2009 | 2010 | 2011 | 2012 | 2013 | 2014 |
| ---- | ---- | ---- | ---- | ---- | ---- | ---- |
| 460  | ↘459 | ↘408 | ↗409 | ↘403 | ↘395 | ↘391 |
| 2015 | 2016 |      |      |      |      |      |
| ↗419 | ↗427 |      |      |      |      |      |